# 百局象棋譜
『百局象棋譜』（ひゃっきょくしょうぎふ）は、シャンチー（中国象棋）の棋譜である。清朝の三樂居士の編著。1801年（嘉慶6年）に出版され、清朝四大残排局譜の1つとされる。
『百局象棋譜』は8巻、107局からなるが、そのうち車馬絶食と焚書坑儒は同局図であるため、106局となる。この書の特色は江湖四大排局と称される七星聚會、野馬操田、蚯蚓降龍、千里獨行が収録されていることである。これらはどれも複雑多変で研究する価値が非常に高い。その他の古譜にもこれら4局は収録されているが、名称は多少異なっている。

## 江湖四大排局
七星聚會
鬥七星とも呼ばれ、それぞれの駒が7枚であることに因む。『心武殘編』では七星同慶、『竹香齋』では七星拱斗、『淵深海闊』では七星曜形と呼ばれる。この局は車と卒の運用技巧に焦点を当てている。
野馬操田
野馬噪田とも。この局は車馬対車兵の排局である。
蚯蚓降龍
2枚の車と2枚の卒の戦いを龍と蚯蚓に例えており、車は強いが、卒に終始牽制されていることを暗示している。『竹香齋』での名称は尺蚓降龍。
千里獨行
実際の残局（エンドゲーム）を基に創作された排局である。『心武殘編』では単槍趙雲、『竹香齋』では策杖獨行。
| 七星聚會 | 野馬操田 | 蚯蚓降龍 | 千里獨行 |